# August de Brunsvic-Lüneburg
August de Brunsvic-Lüneburg (en alemany August II. von Braunschweig-Wolfenbüttel) va néixer a Dannenberg (Alemanya) el 10 d'abril de 1579 i va morir a Wolfenbüttel el 17 de setembre de 1666. Era un príncep alemany de la Casa de Welf, el setè fill del duc Enric III (1533-1598) i d'Úrsula de Saxònia-Lauenburg (1545-1620).
Després de complicades negociacions amb la seva família, i gràcies a la intervenció de l'emperador Ferran II del Sacre Imperi Romanogermànic, fou reconegut com a hereu de Wolfenbüttel, el darrer governant del qual havia estat el seu oncle Frederic Ulric de Brunsvic-Lüneburg (1591-1634), tot i que va tardar encara uns anys a establir-hi la seva residència. August es va dedicar a reparar el danys causats per la Guerra dels Trenta Anys, amb importants reformes de govern.
Aviat va destacar per les seves aptituds intel·lectuals. Va estudiar a Rostock, a Tubinga i a Estrasburg, on va aprendre grec, italià, francès i anglès. Després dels seus estudis, va viatjar durant uns anys per diversos països europeus com ara Itàlia, França, Països Baixos i Anglaterra. Va ser un ferm defensor de la unificació de la llengua alemanya, de manera que convertí Wolfenbüttel en un centre d'estudiosos i lingüistes. Com a governant va posar també un interès especial pels temes culturals com la creació de la Biblioteca Augusta a Wolfenbüttel, que aleshores era la més gran d'Europa. Va escriure, amb el pseudònim de Gustavus Selenus, entre d'altres, un llibre sobre escacs el 1616 (Das Schach- oder Königsspiel, "Els escacs o el joc de reis"), i el 1624 el llibre Cryptomenytices et Cryptographiae libri IX, que va ser en el seu temps una obra clau per a la criptografia.

## Matrimoni i fills
El 1607 es va casar amb Clara de Pomerània (†1623), filla del duc Boguslau XIII. Havent enviudat, el 1623 es tornà a casar amb Dorotea d'Anhalt-Zerbst (1607-1634), filla del príncep Rodolf d'Anhalt-Zerbst) (1576-1621) i de Dorotea Hedwig de Brunsvic-Wolfenbüttel (1587-1609. Fruit d'aquest segon matrimoni nasqueren:
- Enric August (1625-1627)
- Rodolf (1627-1704), casat primer amb Cristina de Barby (1634-1681), i després amb Rosine Menthe (1663-1701).
- Sibil·la (1629-1671), casada amb Cristià de Schleswig-Holstein-Glücksburg (1627-1698).
- Clara Augusta (1632-1700), casada amb Frederic de Würtemberg-Neustadt (1615-1682).
- Antoni Ulric (1633-1714), casat amb Elisabet Juliana de Schleswig-Holstein-Sonderburg-Norburg (1634-1704).

Vidu de nou, es casà per tercera vegada amb Elisabet Sofia de Mecklenburg (1613-1676), filla de Joan Albert II de Mecklenburg (1590-1636) i de Margarida Elisabet de Mecklenburg (1584-1616). D'aquest tercer matrimoni en nasqueren tres fills:
- Ferran Albert (1636-1687), duc de Brunsvic-Bevern, casat Cristina Guillema de Hessen-Eschwege (1648-1702).
- Elisabet (1638-1687), casada amb Adolf de Saxònia-Coburg (†1699).
- Cristià, nascut i mort el 1639.